# علي الجلاوي
الشاعر علي الجلاوي شاعر بحريني معاصر ولد بمدينة المنامة 1975م، تميز شعره بالثورية في أول حياته ثم أخذ المنحى الإنساني. يعيش في البحرين ومن أشهر مؤلفاته ديوان (دلمونيات)،بدأ يكتب الشعر في سن الرابعة عشرة، اعتقل لأول مرة في سن السابعة عشرعن قصيدة انتقد فيها الوضع القائم في البحرين، ثم اعتقل مرة أخرى في الأحداث الحقوقية التي عصفت بالبحرين منذ عام 1995 حتى العام 1998م.

## اصداراته

### في الشعر
1. ديوان وجهان لامرأة واحدة، بيروت 1999م.
2. ديوان العصيان، دار المدى، سوريا.
3. المدينة الأخيرة، المؤسسة العربية للدراسات والنشر.
4. دلمونيات الجزء الأول، دار عالية، الكويت.
5. دلمونيات الجزء الثاني، دار كنعان، سوريا.
6. تشتعل كرزة نهد، الانتشار العربي، بيروت 2008م.

### بحوث
1. البهائية "السيرة التأسيس المعتقد"، دار فراديس 2006م.
2. يهود البحرين، دار فراديس 2008م.

## الموقع
الموقع الشخصي